# 朗格南
朗格南（法語：Languenan，法語發音：[lɑ̃ɡnɑ̃]）是法国阿摩尔滨海省的一个市镇，位于该省东部，属于迪南区。

## 地理
朗格南（48°30'38"N, 2°7'38"W）面积15.95 平方千米，位于法国布列塔尼大區阿摩尔滨海省，该省份为法国西北部沿海省份，位于布列塔尼半岛北部，北濒大西洋英吉利海峡，西接菲尼斯泰尔省，南至莫尔比昂省，东临伊勒-维莱讷省。
与朗格南接壤的市镇（或旧市镇、城区）包括：塔当、科尔瑟勒、克雷昂、普莱兰-特里加武、滨海博赛。

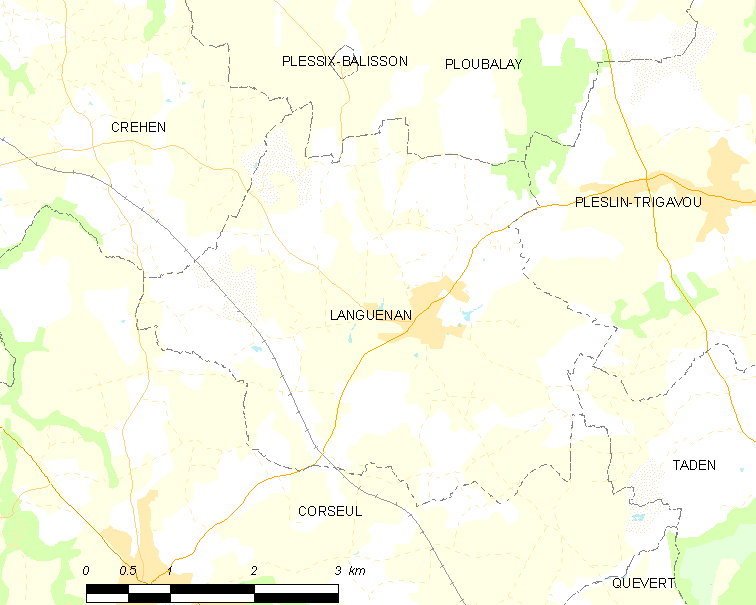
朗格南的OSM定位图

朗格南的时区为UTC+01:00、UTC+02:00（夏令时）。

## 行政
朗格南的邮政编码为22130，INSEE市镇编码为22105。

## 政治
朗格南所属的省级选区为普朗科埃特县。

## 人口

1962-2008年间朗格南人口变化图示

朗格南于2022年1月1日时的人口数量为1160人。